# Cyrix Cx486DX4
Der Cx486DX4 war ein Mikroprozessor der 80486-Generation der Firma Cyrix (Cx486) und in etwa vergleichbar mit dem Intel DX4. Wie dieser besaß er eine interne Taktverdreifachung und war damit der direkte Nachfolger des Cx486DX2.
Wie bei Cyrix üblich, wurde der Cx486DX4 auch als IBM (Blue Lightning) 486DX4, SGS-Thomson ST486DX4 und Texas Instruments TI486DX4 verkauft. Diese Prozessoren unterschieden sich aber bis auf die Bezeichnung nicht voneinander. In Bezug auf die Verkaufsnamen ist der Cx486DX4 zusammen mit dem Cx486DX2 mit ihren jeweils fünf Namen Spitzenreiter bei Cyrix.

## Modelldaten
- Codename: M9
- L1-Cache: 8 KiB (unified)
- L2-Cache: abhängig vom verwendeten Mainboard bzw. Chipsatz
- Sockel 3  mit einem Front Side Bus von 25 bis 40 MHz
- Betriebsspannung (VCore): 3,45 V
- Erscheinungsdatum: September 1995
- Fertigungstechnik: 0,65 µm
- Die-Größe: ? mm² bei 1,1 Millionen Transistoren
- Taktraten: 75, 100 und 120 MHz (ST Microelectronics)

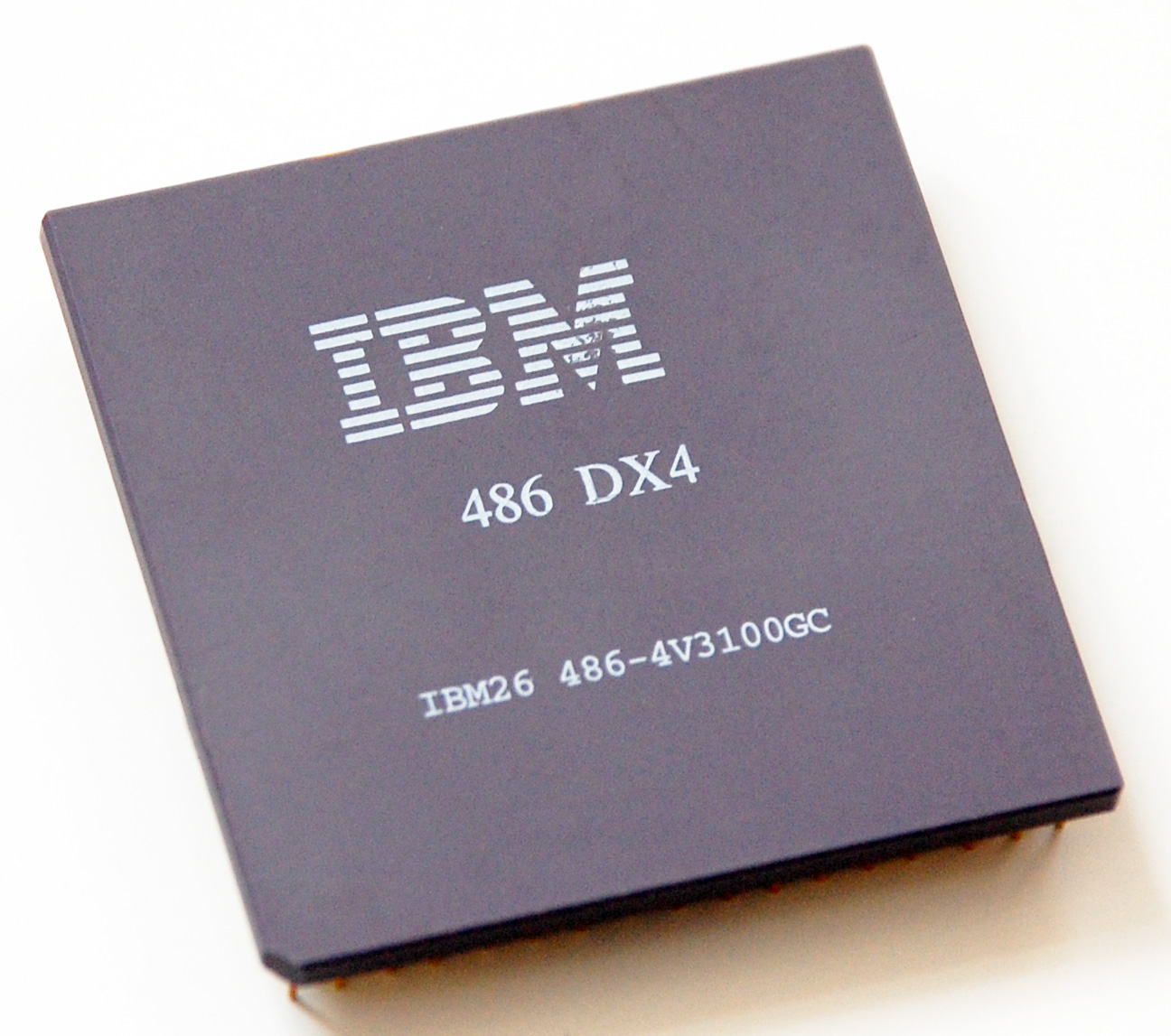
IBM 80486 DX4-100.
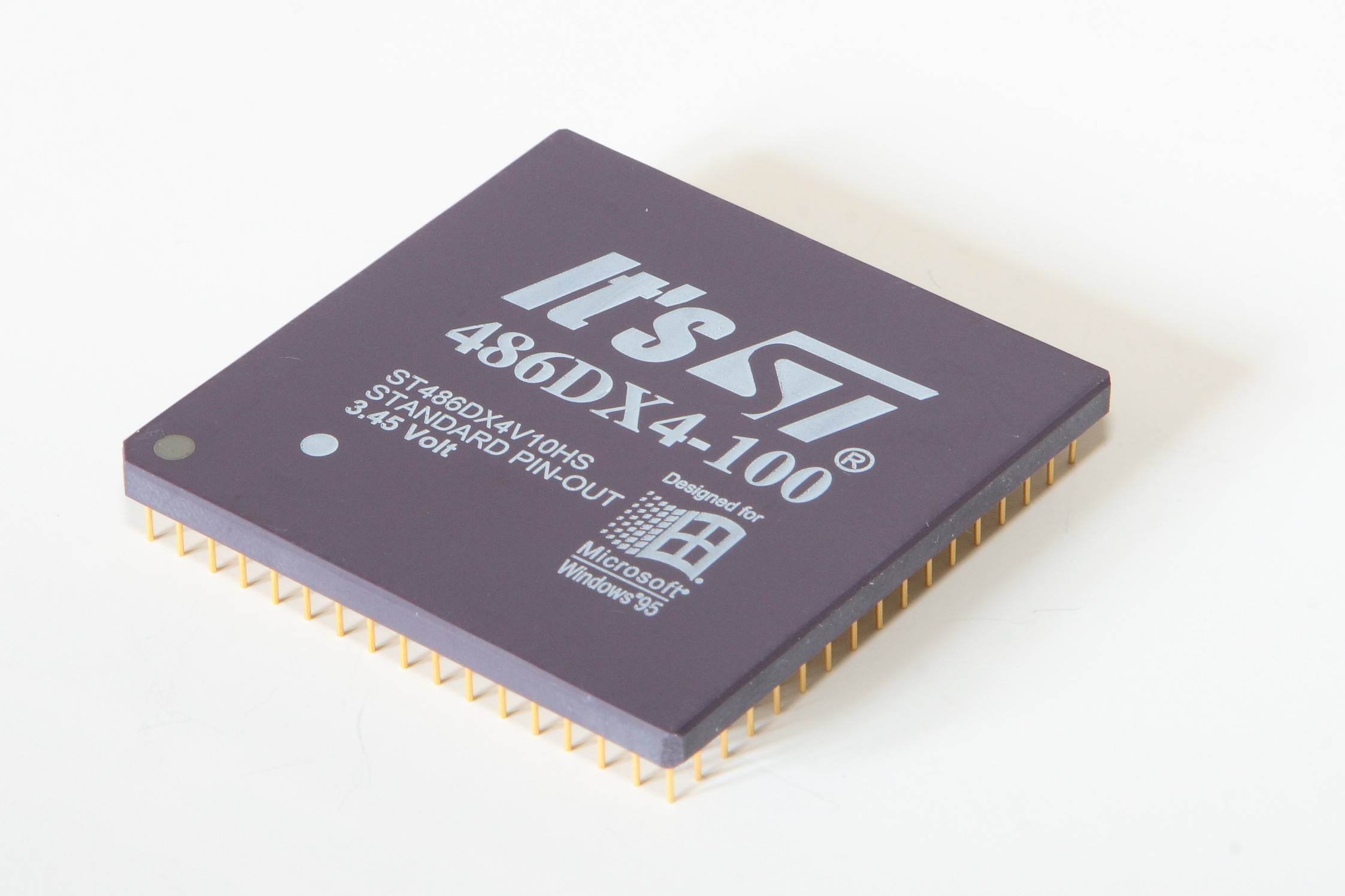
STMicroelectronics/Cyrix DX4-100.
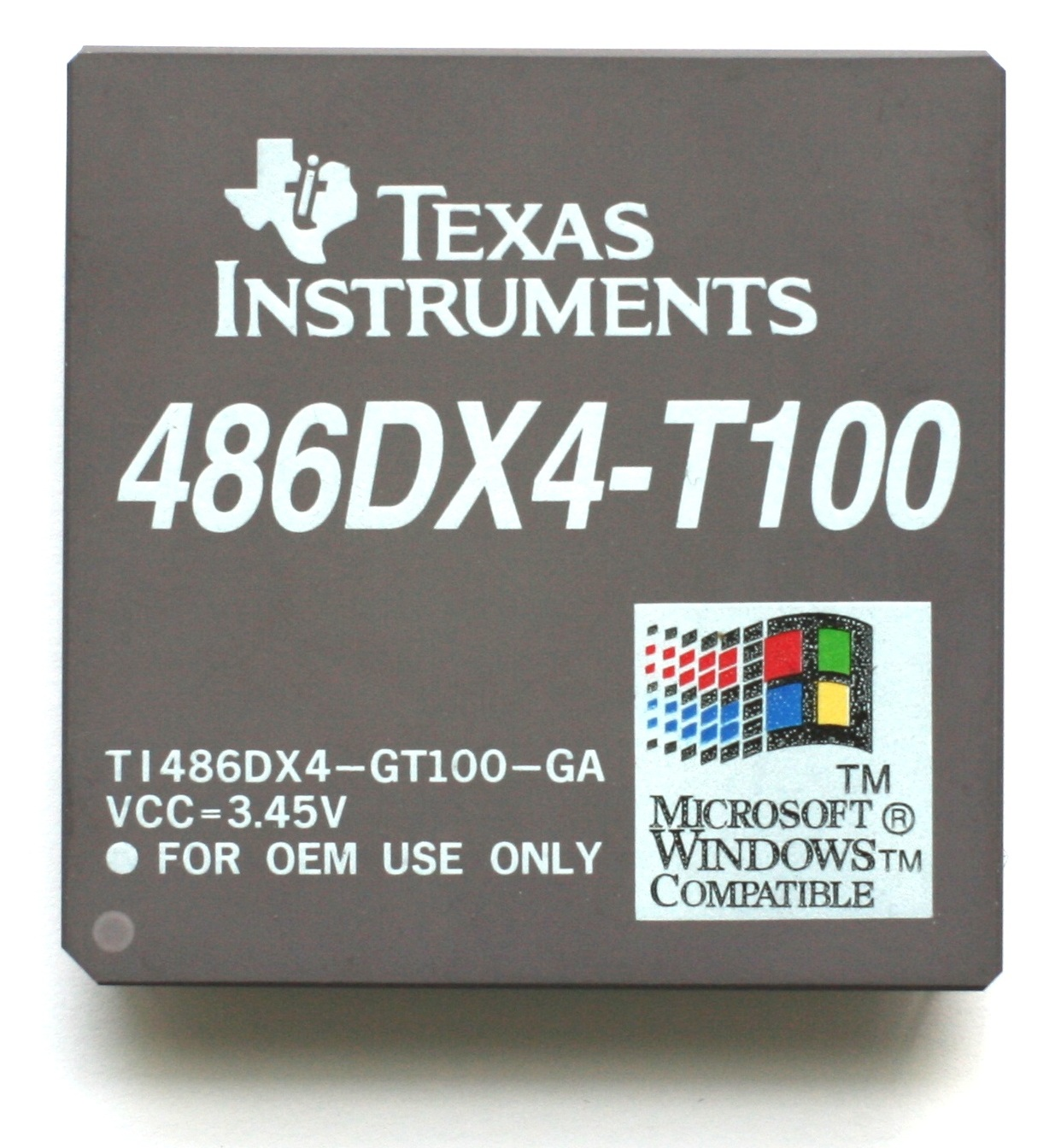
Texas Instruments TI486DX4-T100.
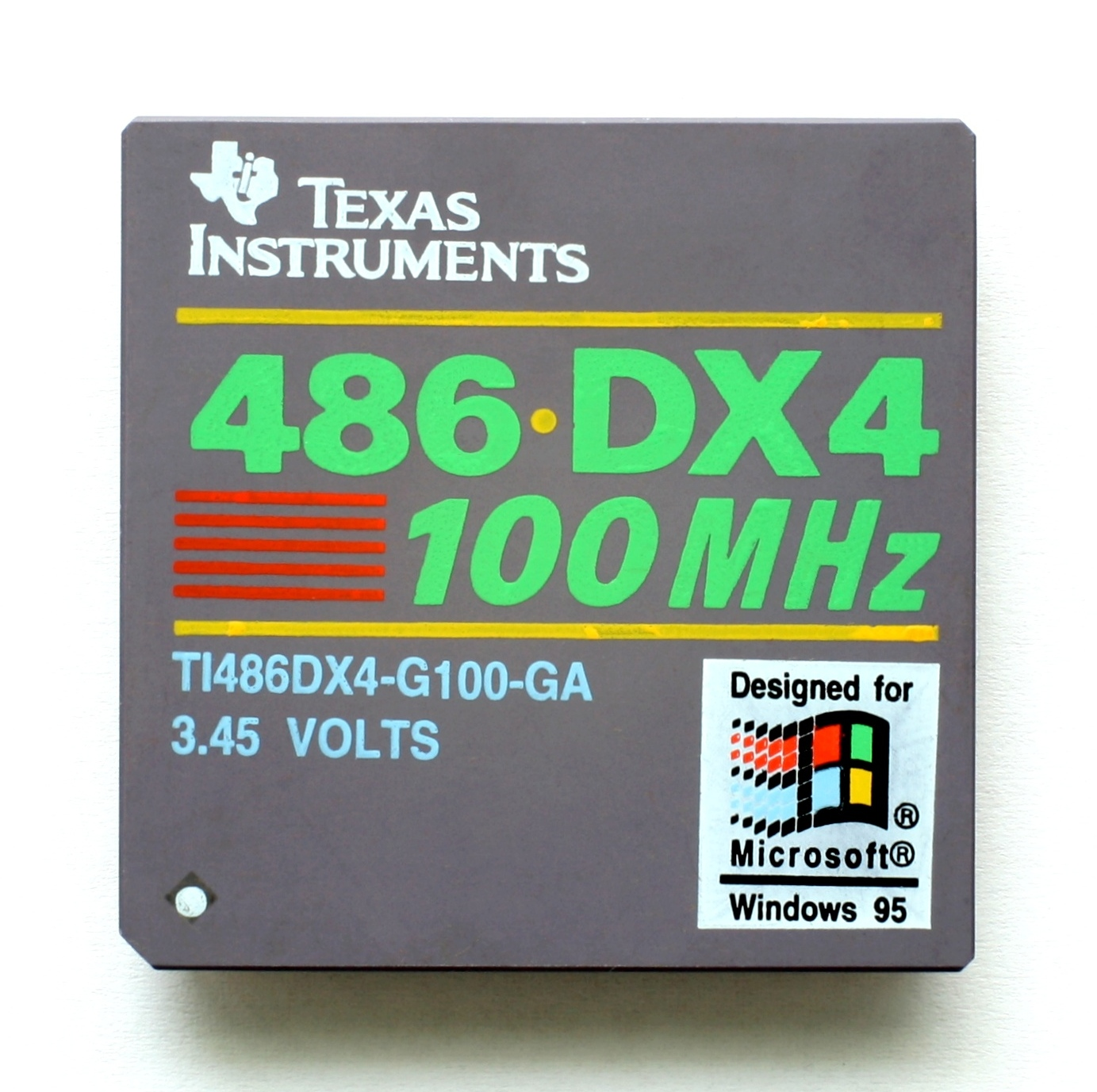
Texas Instruments TI486DX4-G100.